# 侨民快报
《侨民快报》是一份在新加坡出版的雙語報紙（使用马拉雅拉姆语和英语）。該報創刊於2012年，涵蓋新加坡新聞、喀拉拉邦新聞、國際新聞、娛樂、生活方式、藝術與文化、科技、體育與電影等多個領域的報導。

## 侨民快报獎

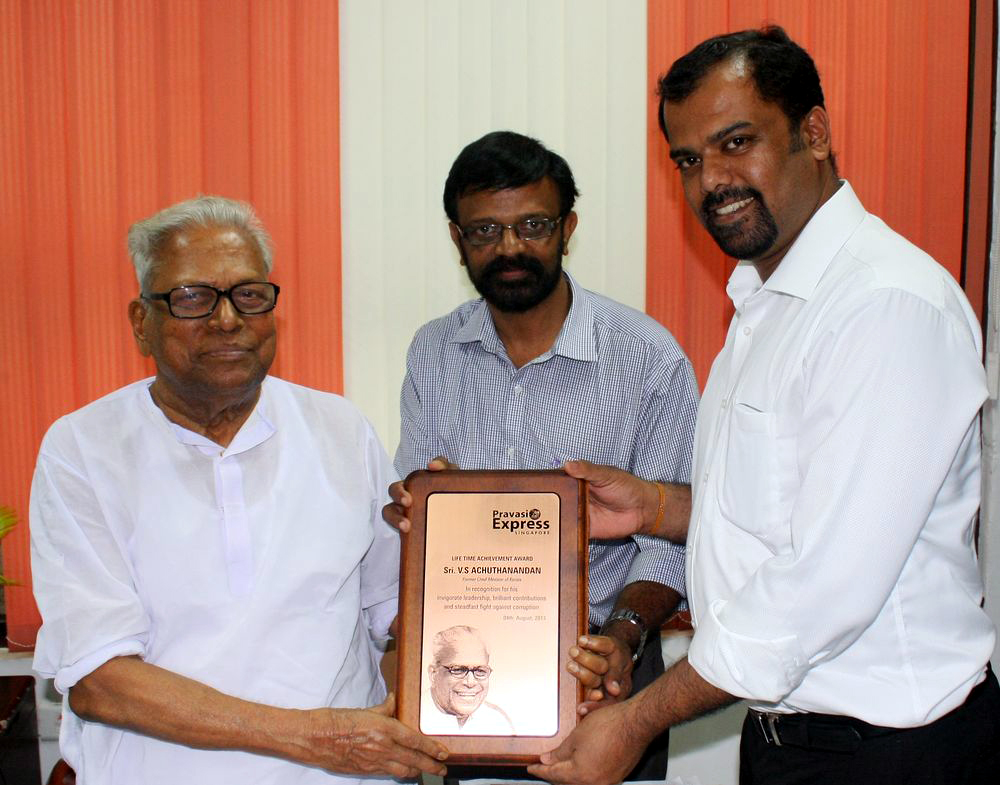
《侨民快报》總編輯RajeshKumar向V. S. Achuthanandan頒發「2013年終身成就獎」。

侨民快报獎於2013年設立，正值《侨民快报》報紙創刊一週年之際。該獎項旨在表彰馬來亞拉姆裔傑出人士對社會與藝術所作出的無價貢獻。首次頒獎典禮於2013年8月4日在新加坡Spring Auditorium舉行，吸引了超過500位嘉賓參與。儘管喀拉拉邦前首席部長V. S. Achuthanandan未能出席，成為當晚的焦點之一，但整場典禮仍在來自新加坡和印度的藝術家們帶來的精彩表演中圓滿成功。前首席部長原定為活動的主禮嘉賓，並將獲頒「侨民快报終身成就獎」。

## 紀念特刊
《侨民快报》紀念特刊是《侨民快报》的年度文學雜誌，於2014年創刊。該特刊每年均展示來自世界各地傑出的馬來亞拉姆語作家的代表作品。
| 紀念特刊                                                     | 年份 |
| ------------------------------------------------------------ | ---- |
| PravasiExpress Onappathippu 2016] (പ്രവാസി എക്സ്പ്രസ് ഓണപ്പതിപ്പ് 2016) | 2016 |
| 2014年《侨民快报》紀念特刊                                   | 2014 |